# Ficidae
Ficidae (nomeadas, em inglês, fig shell -sing.) é uma família de moluscos gastrópodes marinhos predadores, classificada por Meek, no século XIX, e pertencente à subclasse Caenogastropoda, na ordem Littorinimorpha. Sua distribuição geográfica abrange principalmente os oceanos tropicais da Terra (nas costas da África Oriental, Indo-Pacífico Ocidental e Atlântico e Pacífico centroamericano), em profundidade moderada. A família possui apenas um gênero recente: Ficus (táxon monotípico), assim denominado pela sua concha com a aparência de um figo (fruto de uma planta do gênero homônimo Ficus). São os únicos representantes da superfamília Ficoidea, também proposta por Meek.

## Descrição
Compreende, em sua totalidade, caramujos ou búzios de concha ovoide em sua parte mais larga, frágeis, com uma curvatura suave em seu lábio externo, até a formação de um destacado canal sifonal, apresentando a abertura larga e uma columela sem pregas. Possuem espiral baixa e atingem tamanhos de pouco menos de 20 centímetros de comprimento; mas geralmente entre 5 e 15 centímetros. Superfície da concha reticulada, por vezes com manchas ou pintas castanhas. Não possuem opérculo. O animal geralmente possui um grande sifão e as laterais do manto fechadas sobre a concha.

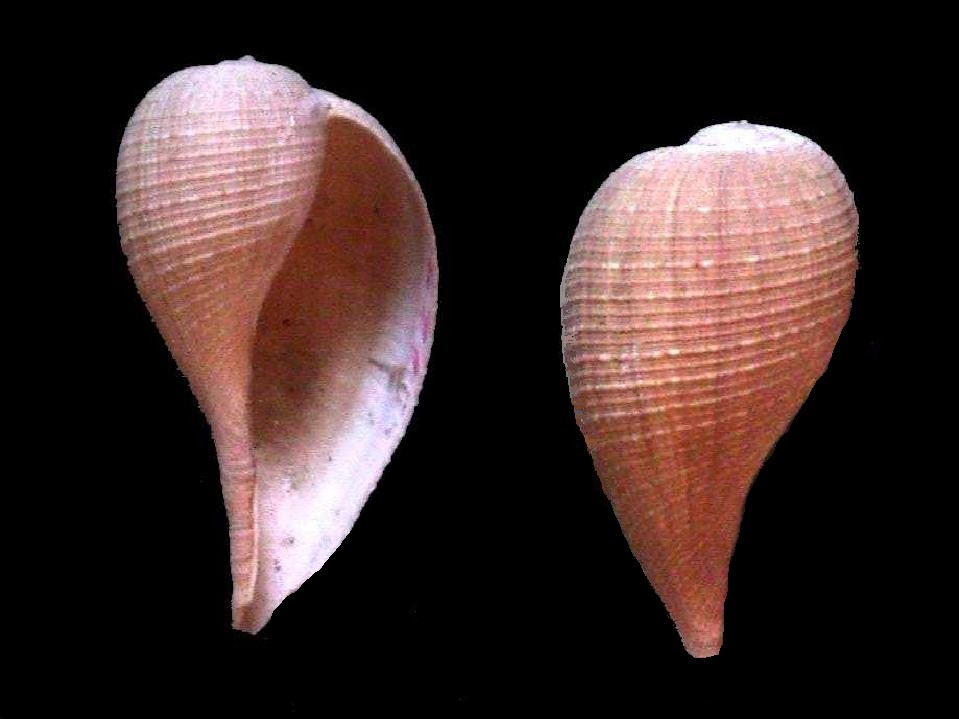
Duas vistas de uma concha de Ficus.

## Classificação de Ficidae: espécies viventes
De acordo com o World Register of Marine Species, suprimidos os sinônimos e gêneros extintos.
Gênero Ficus Röding, 1798
Ficus dandrimonti Lorenz, 2012
Ficus eospila (Péron & Lesueur, 1807)
Ficus ficus (Linnaeus, 1758)
Ficus filosa (G. B. Sowerby III, 1892)
Ficus gracilis (G. B. Sowerby I, 1825)
Ficus investigatoris (E. A. Smith, 1894)
Ficus papyratia (Say, 1822)
Ficus pellucida Deshayes, 1856
Ficus schneideri Morrison, 2016
Ficus variegata Röding, 1798
Ficus ventricosa (G. B. Sowerby I, 1825)